# Красная Вершина
Красная Вершина — посёлок в Сараевском районе Рязанской области. Входит в состав Желобовского сельского поселения.

## История
Посёлок возник в начале 1930-х годов как центральная усадьба совхоза «Красная Вершина». В 1993 году по просьбе жителей поселка, он был переименован в Красная Вершина. Повторно переименование утверждено постановлением Рязанской областной Думы от 2 октября 1996 года N 85.

## Население
| 2010 |
| ---- |
| 168  |